# Charley Koontz
Charley Koontz (Concord (Californië), 10 augustus 1987) is een Amerikaans acteur.

## Biografie
Koontz werd geboren en groeide op in Concord (Californië) in Californië, waar hij de De La Salle High School doorliep. Hier kwam hij in aanraking met het acteren door het spelen in het schooltoneel. Hij haalde zijn bachelor in theaterwetenschap aan de Loyola Marymount University in Los Angeles.
Koontz begon in 2009 met acteren in de televisieserie Free Rent, waarna hij nog meerdere rollen speelde in televisieseries en films. Hij is vooral bekend van zijn rol als Daniel Krumitz in de televisieserie CSI: Cyber waar hij al in 31 afleveringen speelde (2015-2016).

## Filmografie

### Films
Uitgezonderd korte films.
- 2023 Long December - als Alan
- 2022 Frank and Penelope - als Cookie
- 2020 Hollywood Fringe - als Barista
- 2017 Captain Black - als Jake
- 2015 Contracted: Phase II - als Zain
- 2015 Road to Juárez - als Rob Hermann
- 2014 Réalité - als voetganger
- 2014 Apparitional - als Berger
- 2014 You or a Loved One - als Sean
- 2013 Contracted - als Zain
- 2012 Wrong - als Richard
- 2011 Couples Therapy - als Phil
- 2011 Workers' Comp - als Lonny
- 2010 Rubber - als Film Buff Charley

### Televisieseries
Uitgezonderd eenmalige gastrollen.
- 2023-2024 Station 19 - als chef Wolf - 2 afl.
- 2020 Casting the Net - als Anthony - 2 afl.
- 2015-2016 CSI: Cyber - als Daniel Krumitz - 31 afl.
- 2011-2015 Community - als Neil - 16 afl.
- 2012 Royal Pains - als Owen - 2 afl.
- 2010-2011 Gigantic - als Peter - 2 afl.
- 2009-2010 Free Rent - als Chuck - 5 afl.